# 瑪麗亞·貝亞特麗切 (薩伏伊)
玛丽亚·貝亞特麗切（義大利語：Maria Beatrice，1792年12月6日—1840年9月15日），全名玛丽亚·貝亞特麗切·维多利亚·朱塞皮娜（英語：Maria Beatrice Vittoria Giuseppina），是萨伏依公主，藉由和摩德纳公爵法蘭切斯科四世的婚姻，成為摩德纳公爵夫人。

## 生平
瑪麗亞·貝亞特麗切于1792年12月6日生于都灵。瑪麗亞·貝亞特麗切的父親是奧斯塔公爵維托里奧·埃馬努埃萊，薩丁尼亞國王維托里奧·阿梅迪奧三世的次子；她的母親是瑪麗亞·特麗莎，奧地利-埃斯特大公斐迪南·卡爾的長女。
1798年12月，玛丽亚·貝亞特麗切和父母叔伯为了躲避法国大革命和拿破仑战争逃离都灵，先到帕尔马，再到佛罗伦萨。1799年2月，他们来到撒丁尼亚王国仅有的领地撒丁岛避难。此后13年，她大多在卡利亚里度过。
1802年，卡洛·埃马努埃莱四世退位，她的父亲意外成为了国王。
1812年6月20日，玛丽亚嫁给了她的舅舅奥地利-埃斯特的法蘭茲大公，因为他们亲戚关系近，教宗庇护七世对他们的婚姻给予特许。
夫妇俩于1813年7月15日离开撒丁岛前往扎金索斯，又到亚得里亚海东岸的的里雅斯特，最后经陆路来到维也纳。

### 詹姆斯党继承人
1814年7月14日，法蘭茲成为摩德纳、雷焦艾米利亚、米兰多拉公爵法蘭西斯科四世，玛丽亚也被升为摩德纳公爵夫人。百日王朝时，若阿尚·缪拉入侵摩德纳公国，法蘭西斯科和玛丽亚逃亡，1815年5月15日返回。
瑪麗亞·貝亞特麗切的父親於1824年去世後，她成為詹姆斯黨繼承人，稱「英格蘭、蘇格蘭以及愛爾蘭女王瑪麗二世」。她和伯父、父亲都是是英格兰国王查理一世的幼女奥尔良公爵夫人亨利埃塔·斯图亚特的后裔，这一分支在亨利·本篤·斯圖亞特（詹姆斯二世的孫子）去世后成为查理一世的唯一合法血脉，在以血緣為標準的王位继承权上也优先于以查理一世的姐姐伊莉莎白后裔身份继位的漢諾威王室。即便如此，玛丽亚从未积极要求英國王位。如果她得到王位，她将被称为“玛丽二世或玛丽三世和二世”。
1831年2月5日，摩德纳爆发革命，玛丽亚全家再次逃离摩德纳，但在奥地利军队支持下，他们当年就返回了。
1840年9月15日，玛丽亚在卡塔约城堡死于心脏病。她的儿子法蘭西斯科成为新的詹姆斯党王位继承人。她的遗体葬在摩德纳的圣文森佐总领天使教堂。她拥有奥地利的繁星十字勋章。

## 子女
她的婚姻有四個子女：
- 瑪麗亞·特蕾莎女大公（1817年7月14日—1886年3月25日），嫁给尚博伯爵亨利
- 法蘭西斯科五世（1819年6月1日—1875年11月20日），摩德納公爵，娶巴伐利亞的阿黛爾岡德
- 費迪南多·卡洛·維托里奧（1821年7月20日—1849年12月15日），娶奧地利的伊莉莎白·法蘭西絲卡
- 瑪麗亞·貝亞特麗切女大公（1824年2月13日 - 1906年3月18日），嫁给蒙提宗伯爵胡安。

## 头衔、荣誉和臂章

### 头衔
- 1792年12月6日-1812年6月20日：萨伏依的玛利亚·貝亞特麗切公主殿下
- 1812年6月20日-1814年7月14日：奥地利-埃斯特的玛利亚·貝亞特麗切大公妃殿下
- 1814年7月14日-1840年9月15日：摩德纳女大公殿下
  - 詹姆斯党：1824年1月10日-1840年9月15日：英格兰、苏格兰、法兰西和爱尔兰女王陛下